# Îles Birch
Pour les articles homonymes, voir Birch.
Les Îles Birch sont deux îles de la baie de Pleasant dans le Comté de Washington dans le Maine aux États-unis. Les deux îles Birch sont reliées à marée basse.
Les îles sont privées et ne comportent qu'une seule résidence. Elles font partie de la ville de Addison.